# Acontia albimixta
Acontia albimixta là một loài bướm đêm trong họ Noctuidae.